# 硝磺草酮
硝磺草酮是一种含氮有机硫化合物，分子式C
14H
13NO
7S，能作为4-羟基苯丙酮酸双加氧酶抑制剂（HPPD抑制剂）类除草剂，2001年上市销售。